# Federazione pallavolistica del Sudan del Sud
La Federazione sudsudanese di pallavolo (lingua inglese South Sudan Volleyball Federation, SSVF) è un'organizzazione fondata per governare la pratica della pallavolo in Sudan del Sud.
Organizza il campionato maschile e femminile, e pone sotto la propria egida la nazionale maschile e femminile.
Ha aderito alla FIVB nel 2016.